# Louis Darques
Louis Darques (Saint-Ouen, 8 giugno 1896 – Bobigny, 18 febbraio 1984) è stato un calciatore francese, di ruolo centrocampista.

## Carriera

### Club
Tra il 1917 e il 1924 gioca per l'Olympique Paris.

### Nazionale
Esordisce il 9 marzo del 1919 contro il Belgio (2-2). Il 15 gennaio del 1922 realizza la sua unica rete in nazionale contro il Belgio (2-1).

## Palmarès

### Club

#### Competizioni nazionali
- Coppa di Francia: 1

O. Parigi: 1917-1918
- Trophée de France: 1

O. Parigi: 1916